# Arica
Arica kikötőváros Chile legészakibb részében. Meleg, szinte már sivatagos területen fekszik, majd' 2300 km-re a fővárostól.

## Éghajlata
| Hónap                                                                         | Jan. | Feb. | Már. | Ápr. | Máj. | Jún. | Júl. | Aug. | Szep. | Okt. | Nov. | Dec. | Év   |
| ----------------------------------------------------------------------------- | ---- | ---- | ---- | ---- | ---- | ---- | ---- | ---- | ----- | ---- | ---- | ---- | ---- |
| Rekord max. hőmérséklet (°C)                                                  | 33,0 | 35,2 | 34,2 | 31,3 | 29,4 | 27,8 | 27,9 | 24,8 | 30,6  | 27,0 | 30,2 | 30,2 | 35,2 |
| Átlagos max. hőmérséklet (°C)                                                 | 25,7 | 26,2 | 25,4 | 23,5 | 21,3 | 19,3 | 18,2 | 18,2 | 18,9  | 20,4 | 22,2 | 24,0 | 21,9 |
| Átlagos min. hőmérséklet (°C)                                                 | 19,9 | 20,2 | 19,3 | 17,4 | 16,0 | 15,2 | 14,6 | 14,8 | 15,2  | 16,1 | 17,2 | 18,4 | 17,0 |
| Rekord min. hőmérséklet (°C)                                                  | 7,5  | 8,0  | 10,2 | 8,4  | 6,8  | 5,8  | 6,2  | 6,2  | 6,9   | 5,6  | 7,7  | 10,7 | 5,6  |
| Átl. csapadékmennyiség (mm)                                                   | 0    | 0    | 0    | 0    | 0    | 0    | 1    | 0    | 0     | 0    | 0    | 0    | 2    |
| Havi napsütéses órák száma                                                    | 259  | 258  | 273  | 229  | 186  | 132  | 119  | 123  | 147   | 196  | 230  | 258  | 2408 |
| Forrás: Dirección Meteorológica de Chile; NOAA (precipitation days 1991–2020) |      |      |      |      |      |      |      |      |       |      |      |      |      |